# Sharon Horgan
Pour les articles homonymes, voir Horgan.
Sharon Horgan est une actrice, scénariste et productrice irlandaise née le 13 juillet 1970 à Londres.

## Biographie
Sharon Horgan est née le 13 juillet 1970 à Hackney, Londres, Angleterre. Son père, John Horgan est néo-zélandais et sa mère, Ursula Horgan est irlandaise.
Elle a deux frères, Shane et Mark Horgan et deux sœurs, Maria et Lorraine Horgan.
Lorsqu'elle avait quatre ans, ses parents ont déménagé la famille à Bellewstown, dans le comté de Meath, en Irlande, pour exploiter un élevage de dindes,.
À l'âge de 27 ans, elle entame des études anglaises et américaines à l'Université Brunel dans l'ouest de Londres, et obtient son diplôme en 2000.

### Vie privée
Elle a été mariée à Jeremy Rainbird de 2005 à 2019. Ils ont deux filles, Sadhbh Rainbird, née en 2004 et Amer Rainbird, née en 2008.

## Carrière
Au début des années 2000, elle rencontre l'écrivain britannique Dennis Kelly, alors qu'ils travaillent tous les deux dans le théâtre pour jeunes. Ils commencent à écrire ensemble, ils envoient ensuite leur travail à la BBC, pour lequel ils remportent le BBC New Comedy Award en 2001 pour l'écriture et la performance de sketchs,,.
Son premier rôle d'actrice à la télévision est celui de Theresa O'Leary dans Absolute Power en 2003, une comédie avec Stephen Fry.
En 2005, elle fait ses débuts sur grand écran dans le rôle de Beth dans Imagine Me and You, une comédie romantique britannico-américaine avec Lena Headey, réalisée par Ol Parker. Elle joue dans deux séries de Pulling, qu'elle coécrit également avec Dennis Kelly. « Quand j’ai proposé Pulling à la BBC, je l’ai présentée comme un Sex and the City avec kebab », dit-elle en riant.
De 2015 à 2019, elle joue et coécrit Catastrophe, avec Rob Delaney. Elle crée également la série comique Divorce diffusée de 2016 à 2019, diffusée sur HBO.
Nommée à sept reprises aux British Academy Television Craft Awards, elle remporte en 2016 celui du meilleur scénariste de comédie pour Catastrophe (avec Rob Delaney). Elle remporte également cinq Irish Film and Television Awards en tant qu'actrice et scénariste, à nouveau pour son travail dans Catastrophe.
En 2018, elle est présente dans la comédie américaine Game Night avec Billy Magnussen, Jason Bateman, Rachel McAdams, Kyle Chandler.
En 2022, elle tient un second rôle dans The Unbearable Weight of Massive Talent face à Nicolas Cage et l'un des rôles principaux dans la série Bad Sisters, est diffusée sur Apple TV+.

## Filmographie

### Cinéma

#### Longs métrages
- 2005 : Vaillant, pigeon de combat ! (Valiant) de Gary Chapman : Charles de Girl (voix)
- 2005 : Imagine Me and You d'Ol Parker : Beth
- 2010 : Miss Remarkable & her Career (Fröken Märkvärdig & Karriären) de Joanna Rubin Dranger (court métrage) : Miss Remarkable (voix)
- 2011 : Death of a Superhero de Ian Fitzgibbon : Renata
- 2013 : Run & Jump de Steph Green : Tara
- 2015 : Man Up de Ben Palmer : Elaine
- 2018 : Game Night de John Francis Daley et Jonathan Goldstein : Sarah
- 2019 : The Singing Club (Military Wives) de Peter Cattaneo : Lisa
- 2019 : Comment je suis devenue une jeune femme influente (How to Build a Girl) de Coky Giedroyc : Jane March
- 2020 : Dating Amber de David Freyne : Hanna
- 2021 : Tout le monde parle de Jamie (Everybody's talking about Jamie) de Jonathan Butterell : Mlle Hedge
- 2021 : Mariés et confinés (Together) de Stephen Daldry : Elle
- 2022 : Un talent en or massif (The Unbearable Weight of Massive Talent) de Tom Gormican : Olivia

### Télévision

#### Séries télévisées
- 2003 : Absolute Power : Theresa O'Leary
- 2005 : Broken News : Katie Tate
- 2006 - 2007 : Annually Retentive : l'invitée
- 2006 - 2009 : Pulling : Donna
- 2007 : Angelo's : Karen
- 2009 : Free Agents : Helen Ryan
- 2009 - 2010 / 2012 / 2015 - 2016 : The Increasingly Poor Decisions of Todd Margaret : Alice Bell
- 2010 : Big Babies : Carole
- 2010 - 2012 : Little Crackers : la mère de Sharon
- 2012 : Dead Boss : Helen Stephens
- 2012 : Bad Sugar : Lucy Cauldwell
- 2013 : Moving On : Sarah
- 2015 : Moone Boy : elle-même
- 2015 - 2018 : Catastrophe : Sharon Morris
- 2017 : Adventure Time : Minerva Bot (voix)
- 2017 : BoJack Horseman : Courtney Portnoy (voix)
- 2018 : Women on the Verge : Dr Fitzgerald
- 2018 - 2022 : Désenchantée (Disenchantment) : Reine Dagmar (voix)
- 2019 : Bob's Burgers : Kathleen (voix)
- 2019 : Frayed : Norma Staircastle
- 2019 - 2021 : This Way Up : Shona
- 2020 : Criminal : UK : Danielle Dunne
- 2021 - 2023 : HouseBroken : Tabitha (voix)
- 2022 : Bad Sisters : Eva Garvey
- 2023 : Best Interests : Nicci
- 2024 : Mr. et Mrs. Smith (Mr. & Mrs. Smith) : Gavol Martin

#### Téléfilms
- 2010 : Stanley Park de Misha Manson-Smith : Tante Pat
- 2011 : Le Mini Noël des Borrowers (The Borrowers) de Tom Harper : Homily Clock

### Scénariste
- 2003 : Monkey Dust
- 2004 : The Great Love Swindle
- 2006 - 2009 : Pulling (13 épisodes)
- 2007 : Angelo's (6 épisodes)
- 2011 : My So Called Life Sentence
- 2011 : Bad Mom
- 2012 : Dead Boss (5 épisodes)
- 2012 : Little Crackers (1 épisode)
- 2013 : Bad Management
- 2015 - 2019 : Catastrophe (18 épisodes)
- 2016 : The Circuit
- 2016 - 2017 : Motherland (7 épisodes)
- 2016 - 2018 : Divorce (20 épisodes)
- 2017 : Summer Comedy Shorts (1 épisode)

### Productrice exécutive
- 2015 - 2019 : Catastrophe (18 épisodes)
- 2016 - 2019 : Divorce (20 épisodes)
- 2016 - 2021 : Motherland (18 épisodes)
- 2018 - 2020 : There She Goes (10 épisodes)
- 2019 : Urban Myths (1 épisode)
- 2019 : Down from London (4 épisodes)
- 2019 - 2021 : This Way Up (12 épisodes)
- 2019 - 2021 : Frayed (12 épisodes)
- 2020 : Herself de Phyllida Lloyd (productrice, long métrage)
- 2021 : Frank of Ireland (6 épisodes)
- 2021 - 2023 : HouseBroken (26 épisodes)
- 2022 : Bad Sisters (10 épisodes)
- 2022 : Shining Vale (8 épisodes)
- 2022 : Disability Benefits (court métrage)

## Distinctions

### Récompenses
- 2008 : British Comedy Awards : Meilleure série de comédie dramatique pour Pulling
- 2015 : Irish Film and Television Awards : Meilleure actrice dans un soap ou une comédie pour Catastrophe
- 2015 : Irish Film and Television Awards : Meilleur scénario dans un soap ou une comédie pour Catastrophe
- 2016 : British Academy Television Craft Awards : Meilleur scénario de comédie pour Catastrophe (partagée avec Rob Delaney)
- 2016 : Broadcasting Press Guild Awards : Meilleur scénariste pour Catastrophe (partagée avec Rob Delaney)
- 2016 : Irish Film and Television Awards : Meilleure actrice dans un soap ou une comédie pour Catastrophe
- 2016 : Irish Film and Television Awards : Meilleur scénario dans un soap ou une comédie pour Catastrophe
- 2018 : Irish Film and Television Awards : Meilleure actrice dans un soap ou une comédie pour Catastrophe
- 2021 : Irish Film and Television Awards : Meilleure actrice dans un rôle secondaire pour Dating Amber
- 2022 : British Academy Television Awards : Meilleure comédie scénarisée pour Motherland (partagée avec Holly Walsh, Caroline Norris, Helen Serafinowicz, Barunka O'Shaughnessy et Clelia Mountford)

#### Nominations
- 2007 : British Comedy Awards : Meilleure nouvelle femme comique pour Pulling
- 2007 : Festival international des médias de Banff : Meilleure programme comique pour Pulling
- 2007 : British Academy Television Awards : Meilleure comédie pour Pulling (partagée avec Dennis Kelly, Phil Bowker et Tristram Shapeero)
- 2009 : British Academy Television Awards : Meilleure comédie pour Pulling (partagée avec Dennis Kelly, Phil Bowker et Tristram Shapeero)
- 2015 : Writers' Guild of Great Britain : Meilleure comédie pour Catastrophe (partagée avec Rob Delaney)
- 2015 : Irish Film and Television Awards : Meilleur scénario dans un soap ou une comédie pour Catastrophe
- 2016 : Primetime Emmy Awards : Meilleur scénario pour une série comique pour Catastrophe
- 2016 : British Screenwriters Awards : Meilleure comédie écrite pour la télévision pour Catastrophe (partagée avec Rob Delaney)
- 2016 : British Academy Television Awards : Meilleure actrice dans une série comique pour Catastrophe
- 2017 : Satellite Awards : Meilleure actrice dans une série télévisée musicale ou comique pour Catastrophe
- 2018 : Irish Film and Television Awards : Meilleur scénario dans un soap ou une comédie pour Catastrophe
- 2018 : British Screenwriters Awards : Meilleure comédie écrite pour la télévision pour Motherland (partagée avec Holly Walsh, Graham Linehan et Helen Serafinowicz)
- 2018 : British Academy Television Craft Awards : Meilleur scénario de comédie pour Catastrophe (partagée avec Rob Delaney et Jack Bayles)
- 2018 : British Academy Television Awards : Meilleure actrice dans une série comique pour Catastrophe
- 2018 : British Academy Television Awards : Meilleur scénario de comédie pour Catastrophe (partagée avec Rob Delaney)
- 2019 : Australian Academy of Cinema and Television Arts Awards : Meilleure série comique pour Frayed (partagée avec Clelia Mountford, Nicole O'Donohue et Kevin Whyte)
- 2020 : British Academy Television Awards : Meilleur scénario de comédie pour Catastrophe (partagée avec Rob Delaney, Jim O'Hanlon et Toby Welch)
- 2021 : Irish Film and Television Awards : Meilleur film pour Herself (partagée avec Ed Guiney et Rory Gilmartin)
- 2021 : Australian Academy of Cinema and Television Arts Awards : Meilleure scénario de série comique pour Frayed (partagée avec Clelia Mountford, Nicole O'Donohue et Kevin Whyte)
- 2021 : International Emmy Awards : Meilleure comédie pour Motherland (partagée avec Holly Walsh, Caroline Norris, Simon Hind et Clelia Mountford)